# Wolfgang Mager
Wolfgang Mager (født 24. august 1952 i Kamenz) er en tysk tidligere roer og dobbelt olympisk guldvinder.

## Karriere
Mager roede i begyndelsen af karrieren toer med styrmand og blev juniorverdensmester i denne båd i 1970 sammen med blandt andet Siegfried Brietzke.
Han deltog første gang ved OL i 1972 i München, hvor han sammen med Brietzke stillede op i toer uden styrmand, og de vandt deres indledende heat sikkert og derpå ligeledes deres semifinale. I finalen var de igen overlegne og vandt med næsten fire sekunders forspring til schweizerne Heini Fischer og Fredy Bachmann, mens hollænderne Roel Luynenburg og Ruud Stokvis fik bronze.
Fra 1974 og frem koncentrerede han sig om fireren uden styrmand, og han han var med til at blive verdensmester i denne disciplin allerede første år, en bedrift han gentog året efter.
Ved OL 1976 i Montreal var østtyskerne derfor storfavoritter, og de stillede med samme besætning, som havde vundet VM de to foregående år: Andreas Decker, Stefan Semmler, Siegfried Brietzke og Mager. De indledte med at vinde deres heat i ny olympisk rekordtid, hvilket de gentog i semifinalen. I finalen var de igen dominerende og vandt guldet sikkert, mens Norge fik sølv og Sovjetunionen bronze.
Østtyskerne fortsatte med at dominere klassen og vandt VM-guld i 1977 og 1979, men måtte se Sovjetunionen vinde i 1978, mens østtyskerne fik sølv dette år. Den østtyske besætning forblev i disse år den samme, som havde vundet OL-guld i 1976.
Til OL 1980 i Moskva var østtyskerne derfor igen store favoritter, men Mager kom kort før legene alvorligt til skade med en hånd og måtte derfor erstattes af Jürgen Thiele og gik derpå glip af endnu en olympisk guldmedalje.
Mager var gymnasielærer af profession.

## OL-medaljer
- 1972:  Guld i toer uden styrmand
- 1976:  Guld i firer uden styrmand